# Lydia Cabrera
Lydia Cabrera (l'Havana, 20 de maig de 1899 - Miami, 19 de setembre de 1991) va ser una etnòloga, investigadora, escriptora, poeta i narradora cubana.
Nascuda en el sí d'una família d'il·lustres criolls, filla de l'escriptor i advocat cubà Raimundo Cabrera, i iniciada en la seva infància en els relats i les històries de la Cuba negra, durant la seva trajectòria professional, s'ocupà de la investigació i l'estudi de la presència i les empremtes de la cultura africana a l'illa de Cuba, especialment dels aspectes lingüístics i antropològics. Retornada a Cuba el 1930, es dedicà a una intensa tasca de recerca, recopilant relats, vocabulari, dites i refranys i cerimònies religioses que es conservaven ocultes als blancs. Reconeguda la seva tasca per personalitats com Roger Bastide, María Zambrano, Gabriela Mistral i Federico García Lorca, entre d'altres, va publicar més d'una vintena de llibres que recollien el seu treball de camp, a base de dades d'informants i multitud de dades recopilades. Entre les seves publicacions es troben com a més destacades Los cuentos negros de Cuba, i la que és considerada la seva obra principal que va publicar a l'Havana el 1954, El monte: notas sobre las religiones, la magia, las supersticiones y el folklore de los negros criollos y del pueblo de Cuba. Després del triomf de la revolució cubana el 1960 s'exilià a Madrid, on passà una llarga estada, i finalment va recalar a Miami, on va morir als 92 anys.